# 丹麥的奧古斯塔
丹麥的奧古斯塔（丹麥語：Augusta af Danmark，1580年4月8日—1639年2月5日），霍爾斯坦-戈托普公爵夫人，丹麥國王弗雷德里克二世的女兒。

## 家庭
1596年，奧古斯塔和霍爾斯坦-戈托普公爵約翰·阿道夫結婚，兩人共有3子3女：
1. 腓特烈三世（1597年—1659年）
2. 伊莉莎白·索菲（1599年—1627年）
3. 阿道夫（1600年—1631年）
4. 多蘿西亞·奧古斯塔（英语：Dorothea Augusta of Schleswig-Holstein-Gottorp）（1602年—1682年）
5. 海德維希（1603年—1657年）
6. 約翰（英语：John X of Schleswig-Holstein-Gottorp）（1606年—1655年）